# Janina Jasińska
Janina M. Jasińska-Luterek (ur. 21 lipca 1925 w Tomaszowie Mazowieckim, zm. 18 lutego 2018 w Lailly-en-Val) – polska malarka.
Podstawowa działalność artystyczna: malarstwo sztalugowe (głównie olejne) i rysunek.

## Życiorys
W latach 1943–1945 była żołnierzem Związku Walki Zbrojnej/Armii Krajowej (pseudonim „Nike”). Studiowała w Akademii Sztuk Pięknych w Warszawie w pracowni Michała Byliny, w roku 1953 uzyskała dyplom Wydziału Malarstwa Sztalugowego. Początkowo pracowała jako asystentka w pracowni Artura Nacht-Samborskiego.
W latach 1953–1967 była członkiem Związku Polskich Artystów Plastyków, uczestniczyła w niemal wszystkich wystawach ogólnopolskich i okręgowych ZPAP, festiwalach sztuki w Gdańsku i Szczecinie, oraz licznych wystawach międzynarodowych organizowanych przez Ministerstwo Kultury i Sztuki.
Należała do grupy inicjatorów, a następnie była jednym z głównych organizatorów (wiceprzewodnicząca Ogólnopolskiego Komitetu Organizacyjnego) przełomowej dla sztuki polskiej „Ogólnopolskiej Wystawy Młodej Plastyki” (Przeciw wojnie – przeciw faszyzmowi), znanej jako „Arsenał” (Warszawa – 1955).
W 1967 roku wyjechała z mężem Wojciechem do Francji; w latach 1968–1970 przebywała w Stanach Zjednoczonych, od roku 1971 do 2002 w Szwecji. W ostatnich latach życia mieszkała we Francji, większość swoich prac przekazała do muzeum w Gorzowie Wielkopolskim.
Należała do Ogólnoszwedzkiego Związku Artystów (KRO), Stowarzyszenia Artystek Szwedzkich (FSK) i Stowarzyszenia Artystów Szwedzkich (SKF).

## Wystawy indywidualne
- 1975, Galeria „Gula Paviljongen”, Sztokholm, Szwecja
- 1978, Bergshamra Kyrka, Bergshamra, Szwecja
- 1980, Galeria „B-M”, Västerås, Szwecja
- 1981, Galeria „17”, Sztokholm, Szwecja
- 1981, Galeria „Falsted”, Kopenhaga, Dania
- 1982, „Solna Galleriet”, Solna, Szwecja
- 1983, Galeria „K-M”, Gävle, Szwecja
- 1983, Centre Culturel du Carmel, Libourne, Francja
- 1985, Pirkkala Kunta, Tampere, Finlandia
- 1986, Galeria „Nykvarn”, Enköping, Szwecja
- 1987, Galeria „17”, Sztokholm, Szwecja
- 1987, „Drian Galleries”, Londyn, Wielka Brytania
- 1989, „Olle Olsson Muzeum”, Solna, Szwecja
- 1992, Galeria „Näckrosen”, Hudiksvall, Szwecja
- 1992, Galeria „Yves Fay”, Paryż, Francja
- 1995, Galeria „17”, Sztokholm, Szwecja
- 1998, Instytut Polski, Sztokholm, Szwecja

## Wystawy grupowe
- 1953-1966, udział w większości wystaw ogólnopolskich i okręgowych ZPAP, festiwalach sztuki w Gdańsku i Szczecinie oraz „Ogólnopolskiej Wystawie Młodej Plastyki” – „Arsenał”
- 1975, Galeria „Prisma”, Sztokholm, Szwecja
- 1976, „Salon wiosenny”, Solna, Szwecja
- 1976, Muzeum Upplandu, Uppsala, Szwecja
- 1981, Exposition Internationale Fondatión Joan Miró, Barcelona, Hiszpania
- 1981, Jubileuszowa Wystawa FSK, Galeria „Heland”, Sztokholm, Szwecja
- 1981, Museo Español de Arte Contemporáneo, Madryt, Hiszpania
- 1981, Miejskie Sale Wystawowe, Vila Real, Portugalia
- 1984, Exposition Internationale d’Art Contemporain, „Hall du Centenaire”, Monte Carlo, Monako
- 1985, Wystawa członkiń FSK, Galeria „Heland”, Sztokholm, Szwecja
- 1985, Galeria „Lambert”, Paryż, Francja
- 1986, Salon Jesienny, Dom Artysty, Sztokholm, Szwecja
- 1987, Salon Listopadowy, Galeria „Stockholms Mobile”, Sztokholm, Szwecja
- 1988, Salon Jesienny, Dom Artysty, Sztokholm, Szwecja
- 1991, „Jesteśmy”, Zachęta, Warszawa, Polska
- 1992, „Polscy Artyści w Środkowej Szwecji”, Instytut Polski, Sztokholm, Szwecja
- 1995, Sale wystawowe ratusza w Lidingö, Lidingö, Szwecja
- 1997, Dom Obywatela, Sztokholm, Szwecja
- 1998, Wystawa Laureatek FSK, Muzeum „Synvinkel”, Skellefteå, Szwecja
- 2000, Miejska sala wystawowa „Vingen”, Solna, Szwecja
- 2000, „Vasa Hallen”, Djurgården, Sztokholm, Szwecja
- 2000, Muzeum w Laholm, Laholm, Szwecja
- 2001, Miejska sala wystawowa „Vingen”, Solna, Szwecja

## Nagrody
- 1982, Nagroda Artystyczna Miasta Solna, Szwecja
- 1997, Nagroda Stowarzyszenia Artystek Szwedzkich (FSK)